# Фавье (спортсмен)
Фавье (фр. Favier, полное имя неизвестно) — французский ватерполист и гимнаст, бронзовый призёр летних Олимпийских игр 1900.
Сначала на Играх Фавье принял участие в гимнастическом многоборье. Набрав 190 очков, он разделил 113 место с другим французом Фуше.
Фавье входил в состав второй французской команды. Сначала она обыграла немецкую команду в четвертьфинале, но потом, в полуфинале, её обыграла британская сборная. Матч за третье место не проходил, и поэтому Фавье сразу получил бронзовую медаль. Кроме того, он выступал ещё за третью сборную Франции, однако она проиграла в четвертьфинале Бельгии.